# François Honoré de Grimaldi
François Honoré Grimaldi (Francesco Onorato) est un homme d’Église des XVIIe et XVIIIe siècles, né le 31 décembre 1669 à Gênes et décédé le 16 février 1748 à Paris. Il a été archevêque de Besançon de 1723 à 1732.

## Biographie
Fils cadet de Louis Ier Grimaldi et de Catherine Charlotte de Gramont, frère d’Antoine Ier Grimaldi, 3e prince de Monaco, il est d'abord Chevalier de Malte. Ordonné prêtre en 1699, il devient abbé de Monaco, et renonça, par acte du 15 mars 1715 et en faveur de son frère, aux prétentions qu'il aurait pu avoir sur la succession du Valentinois. En effet, Antoine Ier n'avait pas eu d'héritier mâle et se vit dans l'obligation de marier sa fille Louise-Hyppolite au comte de Torigni, Jacques François Léonor de Goyon de Matignon, futur Jacques Ier de Monaco.
Chanoine de Strasbourg (1696), archidiacre de Besançon, abbé de Saint-Maixent en Poitou (1717), c'est le 17 octobre 1723 qu'il est nommé archevêque de Besançon comme le relate Saint Simon : « L'abbé de Monaco, déjà vieux, eut Besançon, dont l'abbé de Mornay n'avait pas eu le temps de jouir ni d'être sacré. »
Confirmé le 20 novembre 1724, ordonné le 4 février 1725, il remit sa démission entre les mains de Louis XV en décembre 1731[pourquoi ?]. Il quitta officiellement ses fonctions le 1er mars 1732.
Il détenait également l'abbaye de Vauluisant depuis le 14 novembre 1731. Il mourut subitement à Paris, âgé de 78 ans, comme nous le rapporte le duc de Luynes : « L'ancien archevêque de Besançon vient de mourir ces jours-ci à Paris ; il étoit frère de feu M. de Monaco, beau-père de M. de Valentinois (Matignon). Il revient par cette mort 40 000 livres de rente à M. de Monaco, fils aîné de M. de Valentinois, qui payoit cette somme tous les ans à son grand-oncle. » Avec lui, s'éteint la branche des Grimaldi de Monaco.
François Ignace Dunod de Charnage résume, en 1750, la carrière de l'archevêque : 

« Ce Prélat autant respectable par sa doctrine, sa bonté, sa charité & la pureté de ses mœurs ; que par sa haute naissance, dont il soutenoit l'éclat avec beaucoup de dignité ; a gouverné en paix & à la satisfaction de ses Diocésains, l'Archevêché de Besançon, jusqu'en 1731 qu'il en fit la démission. II avoit été nommé par le Roi, Chef d'un Bureau établi pour régler les différends qui duroient depuis longtems, entre les Chanoines & les Chapelains de Ste. Marie Magdelaine. Dans cette Église, étoient quatre-vingt-trois Chapelles qui donnoient entrée de Chœur ; fondées en partie par le Chapitre, pour son soulagement & l'augmentation du Service divin. Les fonctions de ces Chapelains, leurs droits & séance, la reconnoisiance des fonds & revenus communs entre eux & le Chapitre y formoient la matière d'un procès d'une longue & difficile discussion. M. de Monaco ne put pas finir cette affaire avant sa démission, non plus que le nouveau Missel qu'il avoit formé le dessein de donner, sur le modèle de ceux que la plupart des Évêques du Royaume ont publiés depuis quelques années. II en avoit déjà composé lui-même plusieurs Messes particulières ; entre autres la Messe propre de nos Sts. Apôtres Ferreol & Ferjeux, qui est d'une grande beauté. »

## Armoiries
| Blason | Blasonnement : Fuselé d'argent et de gueules. |